# 상아프론테크
주식회사 상아프론테크는 수소차량용과 수전해용 멤브레인, 배터리 부품 등을 제조하는 대한민국의 기업이다.

## 역사
1974년 이경호 회장이 상아양행으로 설립하였으며 2005년 가업을 물려주면서 형제인 형 이상원 회장(19.47%)과 동생들인 이상열 사장(7.41%), 이상만 사장(5.39%), 이상훈씨(3.85%)가 지분을 보유하고 있고 오너 3세인 이준섭 상무가 전환사채 콜옵션을 활용, 지분을 확대하는 중이다